# Herman de Vries (kunstenaar)

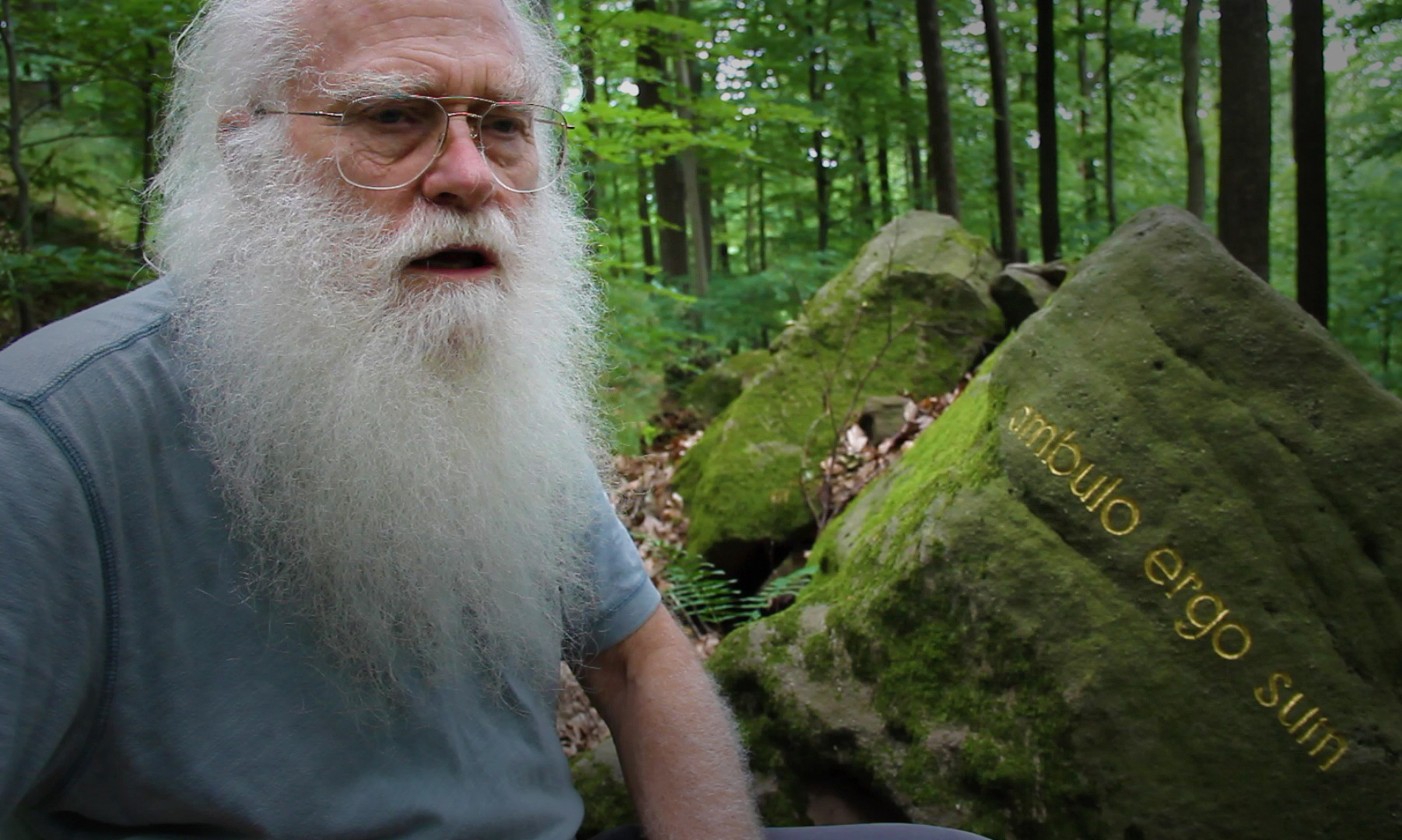
De kunstenaar bij een werk

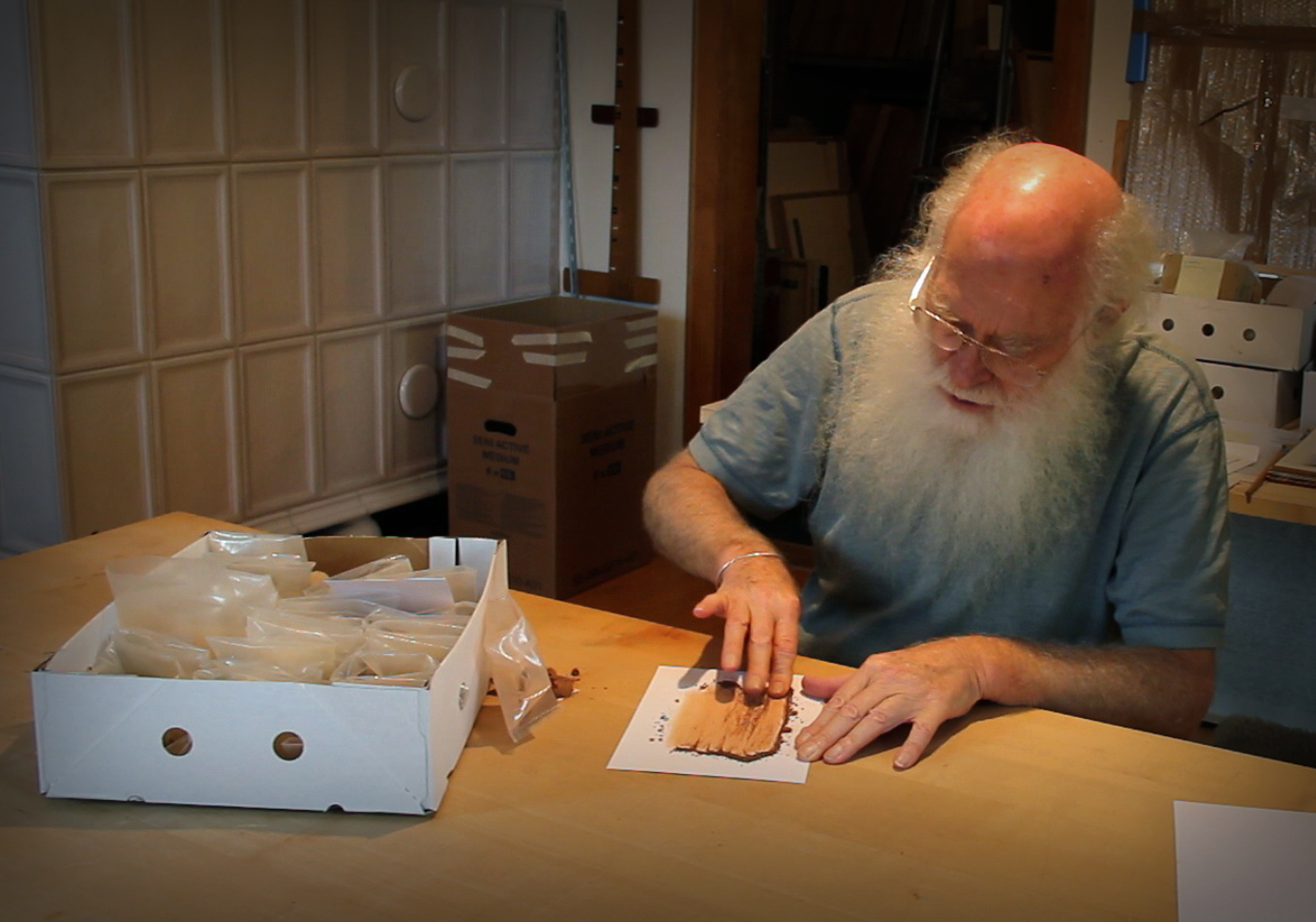
Het maken van een aarduitwrijving

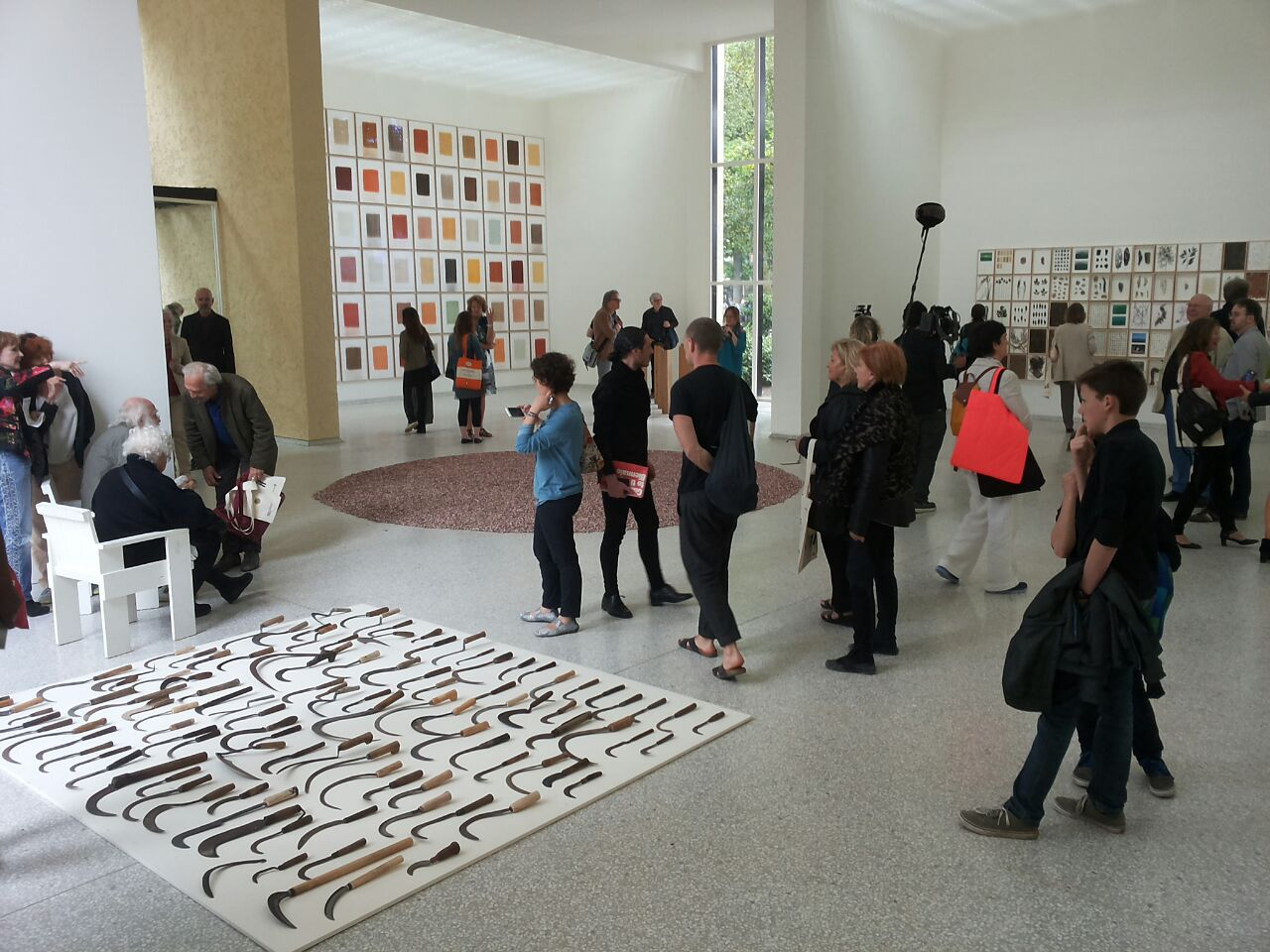
Tentoonstelling to be all ways to be op de Biënnale van Venetië 2015

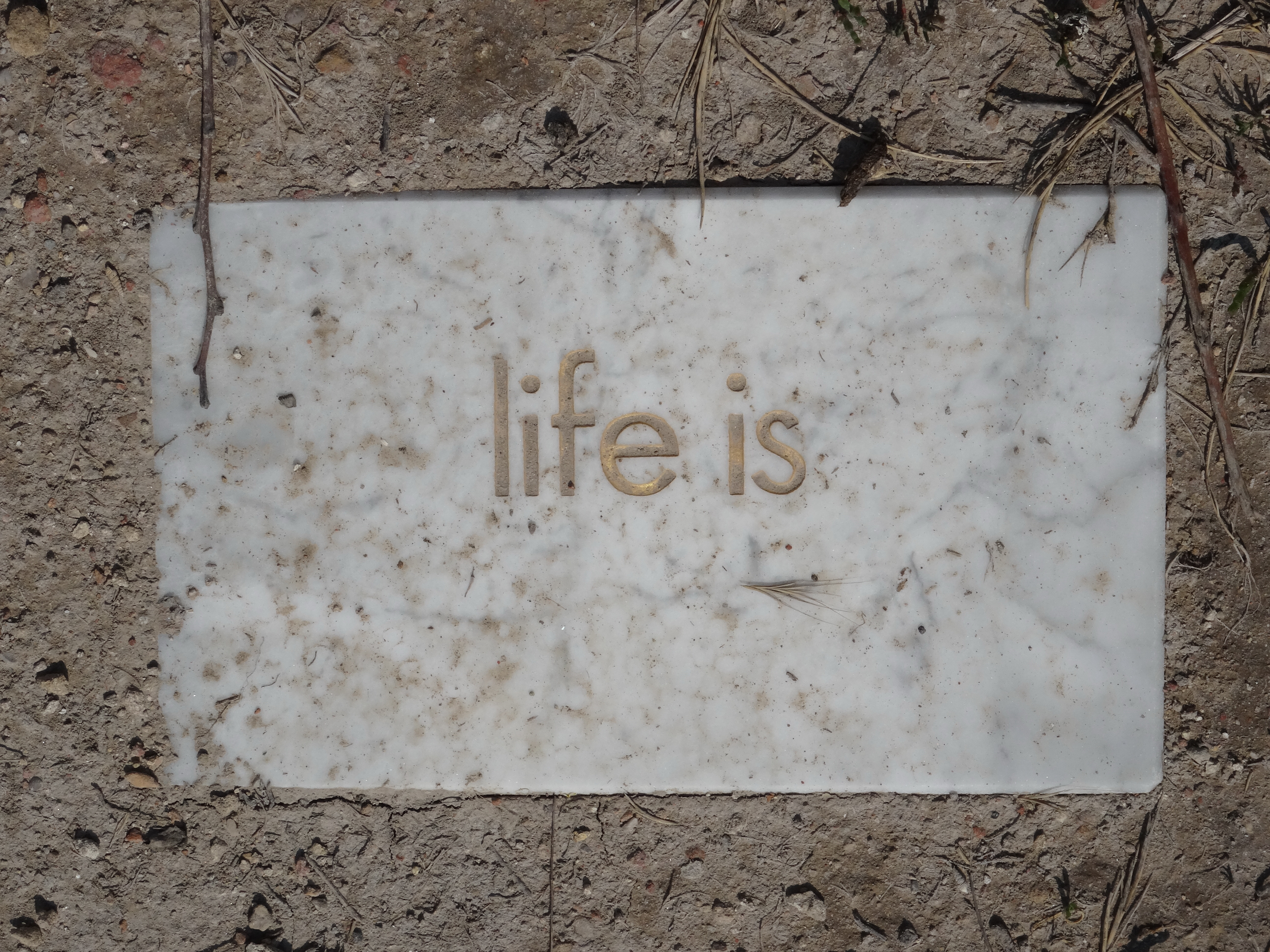
life is, Venetië 2015

Herman de Vries (Alkmaar, 11 juli 1931) is een Nederlands beeldend kunstenaar. Hij schrijft zelf zijn naam als herman de vries, dus zonder hoofdletters, om hiërarchieën te vermijden.
De kunstenaar maakt veel gebruik van natuurlijke en gevonden materialen. In zijn oeuvre spelen begrippen als 'het zijn' en 'de werkelijkheid' de hoofdrol, waarbij niet het denken erover maar de zintuiglijke ervaring ervan betekenisvol is. Omdat De Vries de natuur als onze primaire realiteit beschouwt, toont hij deze vaak als document – ontdaan van andere betekenissen – om de ervaringen te bieden die het mogelijk maken de poëzie van de werkelijkheid te ontdekken.

## Vroeg werk
De Vries volgde in de periode 1949–51 een opleiding aan de Rijkstuinbouwschool in Hoorn. Daarna werkte hij als landarbeider in Frankrijk en vanaf 1952 als plantkundige bij de Plantenziektekundige Dienst in Wageningen. In 1953 begon hij zich naast zijn werk als plantkundige bezig te houden met het maken van kunst. Zijn vroege werk bestaat onder andere uit collages van gevonden materiaal, zoals een van de muur afgescheurde laag posters. Hij gebruikte hiervoor de noemer collages trouvés, verwijzend naar de objets trouvés van Elsa von Freytag-Loringhoven. Later in de jaren 50 begint hij te schilderen in witte, grijze en zwarte tonen. Deze rulle, voorstellingsloze werken kunnen worden gerekend tot materieschilderkunst. Rond 1960 werkte De Vries enkel nog met witte verf. Zijn vroege werk staat daarmee dicht bij de informele kunst uit dezelfde periode.
In 1961 richtte De Vries, samen met Armando en Henk Peeters van de Nulgroep, het tijdschrift nul = 0 op. Na twee uitgaves viel de redactie echter uiteen en zette De Vries het tijdschrift nog twee nummers alleen voort. Intussen had hij zijn baan als plantkundige verruild voor een aanstelling als biologisch onderzoeker aan het Instituut voor Toegepast Biologisch Onderzoek in de Natuur (ITBON) in Arnhem. In zijn werk gebruikte hij in die tijd kanswerking als een belangrijk beeldend middel. Dit leverde werken met willekeurig geplaatste blokken, stippen en letters op.

## Natuur
In 1970 verhuisde De Vries naar het Beierse dorp Eschenau (nabij Knetzgau) en vanaf deze tijd vormen de natuur en Oosterse denkwijzen belangrijke elementen in zijn werk.
Verandering en tijdelijke ordeningen zoals die heersen in de natuur komen bijvoorbeeld tot uitdrukking in werken met gevallen boombladeren of in een verslag van een onderzoek naar planten gevonden op een afgeperkt stuk weiland.

Vanaf de jaren 80 lag de nadruk in zijn werk op de verstoorde relatie tussen mens en natuur waardoor volgens De Vries een belangwekkende bron van kennis verloren dreigt te gaan. In boeken documenteerde hij een grote verzameling kruiden en gewassen, in werken op papier gebruikte hij verschillende soorten aarde als pigment en ook exposeerde hij grassen, geurige rozenblaadjes en planten met een hallucinerende werking. Naast een groot aantal kunstenaarsboeken maakte De Vries ook foto's, films en tekstwerken.
In 1997 kreeg de kunstenaar de opdracht voor de ontwikkeling van een Bomenmuseum in de Haagse wijk Wateringse Veld. Het bomenmuseum werd in 2008 officieel geopend en op 29 september 2011 helemaal afgerond.
Sinds 1976 verzamelt De Vries aarde over de hele wereld. Deze collectie, met meer dan zevenduizend grondmonsters, is opgenomen in de collectie van het Musée Gassendi in Digne-les-Bains waar deze permanent tentoongesteld wordt als le musée des terres (het aardemuseum). De monsters worden gebruikt voor het maken van uitwrijvingen die – in de woorden van de kunstenaar – "een beeld geven van de visuele rijkdom van de aarde".

## Oeuvre
Het meer dan vijftigjarige oeuvre van De Vries laat de grote consequentie van zijn beeldend onderzoek zien en zijn voortdurende zoektocht naar vrijheid en openheid waarbij, zoals hij in 1965 al stelde, wetenschap en kunst geen tegenstellingen meer vormen.

## Musea
Werk van De Vries bevindt zich onder andere in het Kröller-Müller Museum in Otterlo, Rijksmuseum Twenthe in Enschede, het Stedelijk Museum Amsterdam, het Kunstmuseum Den Haag, museum Beelden aan Zee Den Haag, museum Voorlinden in Wassenaar, het Stedelijk Museum Schiedam, het Literatuurmuseum in Den Haag, het Van Abbemuseum te Eindhoven, en in vele buitenlandse openbare collecties, waaronder de Staatsgalerie Stuttgart, de Bibliothèque nationale de France te Parijs, het Museum of Modern Art in New York, het Victoria and Albert Museum in Londen, de Nationalgalerie Berlin, en het Museo Ideale Leonardo da Vinci in Vinci.
Kunstvereniging Diepenheim heeft een collectie buitenprojecten van De Vries: De Tuinen van Diepenheim (vlindertuin, seringentuin en wintertuin) en De Waterlelies (een hommage aan Fechner).

## Biënnale van Venetië 2015
Op de Biënnale van Venetië vertegenwoordigde De Vries Nederland met de tentoonstelling to be all ways to be in 2015 in het Rietveldpaviljoen en daarbuiten. Op het eiland Lazzaretto Vecchio, een voormalige kolonie voor pestlijders, bracht hij een aantal plaquettes aan met teksten. Ook heeft hij een deel van het eiland aangewezen als 'sanctuarium', een gebied dat niet voor mensen toegankelijk is en waar de natuur haar gang kan gaan. In het Nederlandse paviljoen in de Giardini toonde De Vries o.a. het werk from the laguna of venice – a journal dat bestaat uit 122 panelen met vondsten (planten, stenen, restanten van menselijke activiteit) die hij verzamelde op eilanden in de lagune.
De Vries werd voorgedragen voor de Biënnale door Colin Huizing en Cees de Boer, respectievelijk conservator van het Stedelijk Museum Schiedam en auteur van een boek over De Vries. Zij waren samen ook verantwoordelijk voor een tentoonstelling van zijn werk in Het Stedelijk Museum Schiedam, najaar 2014.
De tentoonstelling werd op 6 mei 2015 geopend door de minister van Onderwijs, Cultuur en Wetenschap, Jet Bussemaker.

## Prijzen en ranglijsten
- Oeuvreprijs Fonds BKVB in 1998.
- In de 2007-editie van de "Elsevier Kunst Top-100" steeg De Vries van plaats 96 (2006) naar de derde plaats, daarmee was hij de snelste stijger.
- In 2022 kreeg hij de titel "Briljanten Kunstenaar van het jaar 2023"